# کهنک (میرجاوه)
کهنک، روستایی از توابع بخش میرجاوه شهرستان میرجاوه در استان سیستان و بلوچستان ایران است.

## جمعیت
این روستا در دهستان لادیز قرار دارد و براساس سرشماری مرکز آمار ایران در سال ۱۳۸۵، جمعیت آن ۱۸۳ نفر (۲۵خانوار) بوده‌است.